# Лукашевич Тетяна Сергіївна
Лукашевич Тетяна Сергіївна (4.05.1956, м. Рівне) ― художниця, майстриня декоративно-ужиткового мистецтва, працює в галузі художнього текстилю та живопису. Член Національної спілки художників України (1993). Лауреатка Міської мистецької премії імені Георгія Косміаді (Рівне, 2020). 
Створює гобелени, батики, інсталяції, аплікації, художні костюми, живописні полотна. Тематика творчості: християнська міфологія, поліські мотиви, філософські роздуми над сутністю усього живого, над відмінністю та спорідненістю між образотворчим мистецтвом, поезією, музикою. 

## Життєпис
Народилась 4 травня 1956 р. в місті Рівне, навчалась у Рівненській дитячій художній школі. У 1978 р. закінчила Львівський державний інститут прикладного і декоративного мистецтва. Викладачами в неї були К. Звіринський, С. Коропчак, В. Овсійчук, І. Туманов, Й. Садовський, М. Безпальків, В. Черкасов. 
Після закінчення інституту отримала призначення у Республіканський будинок моделей трикотажних виробів Міністерства легкої промисловості УРСР (Київ). Брала участь у створенні ексклюзивних виставкових колекцій. Значна увага надавалася етномотивам – національним, фольку, еконапрямку. Тетяна Лукашевич розпочинала свій професійний шлях разом з відомою українською дизайнеркою Галиною Забаштою [Архівовано 19 жовтня 2021 у Wayback Machine.] та відомою київською модельєркою Надією Старовойтовою [Архівовано 19 жовтня 2021 у Wayback Machine.]. Попри нетривалість дизайнерської практики, у проектах мисткині сформувалася оригінальна авторська концепція. Моделі художниці, розроблені в етностилі у співпраці з Л. Гайовою, були опубліковані в журналі «Краса і мода». 
У 1979 р. повернулась до Рівного, працювала у майстернях Художньо-виробничого комбінату до його закриття 1993 року. У межах державних замовлень виконала низку гобеленів: «Музика» (ширма для ресторану «Турист» м. Рівне, 1989), «Ранок», «День посміхається», «Вечоріє» (усі ― 1991, дитбудинок «Малютка»).
У 1996 році у Рівненському музеї українського мистецтва відбулася перша персональна виставка мисткині.
У 2012 р. Т. Лукашевич очолила Рівненську обласну організацію Національної спілки художників України. За її ініціативою було започатковано міжнародний малярський пленер «Історичні та природні перлини Рівненщини» (2006–2008, 2010–2011, 2016).

## Творчість

### Сценічні костюми
У 1985–1990 р. створила серію костюмів «Древлянські мотиви». У комплектах, спроектованих Тетяною Лукашевич, виступали самодіяльні танцювально-хорові та естрадні колективи сіл Зоря та Горбаків, ансамбль пісні і танцю «Ровенчанка» Українського інституту інженерів водного господарства, солісти Рівненської обласної філармонії (колекції «Ранкова зоря», «Серпанкові мрії»). 

### Живопис. Батики. Гобелени
Наскрізну тему творчості утворила символіка – трипільська, давньослов’янська, християнське світовідчуття. З початку 1990-х чільне місце у доробку Тетяни Лукашевич посіли  батики і гобелени. Сформувався декоративний індивідуальний стиль. У творчість увійшли фітоморфні мотиви, літературні й музично-асоціативні образи, візуалізації біблійних тем та філософських рефлексій.
Найвідоміші роботи: «Таїна чарівної ночі» (1994), «Білий Янгол» (1996), «Поліська заступниця» (1999), «Душа Всесвіту» (2002), «Благовіщення» (2006), «Золотий Янгол» (2007), «Повернення до Сонця», «Віддзеркалення… Як зверху так і внизу», диптих «Поліфонія Всесвіту» (усі – 2009), «Світова гора», «Захисти нас, Ангеле Божий», «Плин часу – плин життя» (усі – 2010); серії – «Створення світу» (1993–2001), «Мої Янголи. Настрої» (2006); батики – «Ріка життя» (2003), «Дерево життя» (2004), «Шляхи нашого буття», диптих «Зоряні мандри» (2007), «Нова радість з неба загостила», «Заручини життя» (обидва – 2008), диптих «Музичні асоціації. Луї Маршан» (2011); живописна серія «Історичні перлини Рівненщини» (2006–10); аплікації – «Кишеньки моєї пам’яті на полотні життя», «Дороги життя» (обидві – 2011), «Дерева» (2012).
Роботи Т. Лукашевич зберігаються у музеях та приватних колекціях України, Росії, Польщі, США, Канади та Швеції. 

### Творче кредо мисткині
- Сприймає оточуючий світ у триєдності Неба-Землі-Людини як нескінченність, як наснагу художника
- Пошановує прадавні народні промисли, які надихають любити історію рідного краю
- Пам’ятає своїх предків, які зробили внесок у розвиток української культури (прабабуся Надія Куліш і прадід Іван Куліш [Архівовано 23 жовтня 2021 у Wayback Machine.] брали участь у створенні першого на Волині етнографічного музею)
- Шукає відповіді на одвічні питання буття, розкриває свій внутрішній світ мовою гобелена, батика
- Відчуває зв’язок між образотворчим мистецтвом та музикою і поезією, їх поєднання дає нові ідеї, поштовх до творчості
- Намагається осягнути прадавню символічну систему, яка була мовою спілкування людей з оточуючим світом
- Розуміє мистецтво як рушійну силу національної ідеї, християнських цінностей, доброчесності
- Прагне, щоб не переривався зв’язок поколінь, щоб здобутки предків успадковували молоді[4]

## Педагогічна діяльність
- 1980–1987 рр. ― викладачка Рівненського музичного училища (курс «Історія світового мистецтва»)[3].
- З 1992 р. педагог у Художній школі Рівненського міського палацу дітей та молоді [Архівовано 19 жовтня 2021 у Wayback Machine.].
- 1997–2003 рр. ― викладачка фахових дисциплін в Інституті мистецтв Рівненського державного гуманітарного університету[8].
- 2005–2017 рр. ― педагог у Художній студії при Рівненській обласній організації Національної спілки художників України.
- З 2017 р. керівник і викладач живопису, рисунку, композиції у Художній студії при громадській організації «Колоарт» [Архівовано 19 жовтня 2021 у Wayback Machine.][9].

## Виставки
- Учасниця всеукраїнських виставок
- Міжнародних бієнале художнього текстилю з льону в Польщі (Коросно, 2000–2018)
- Всеукраїнських триєнале художнього текстилю (Київ, 2004–2018)
- Міжнародних ткацьких пленерів на Гуцульщині, Богуславщині (Київська обл.), Закарпатті
- Виставок-симпозіумів з експериментального текстилю «ТекстилIZM» ( Львів, 2004, 2005, 2009, 2011–2015)

### Міжнародні виставки художнього текстилю
- 1987 – Естонія: Таллінн
- 1989 – Латвія: Рига–Дзінтарі
- 1998 – Україна: Львів
- 2001 – Польща: Лодзь, Переворськ, Ряшів; Словаччина: Свидник; Угорщина: Залаегерсег; Україна: Львів, Київ
- 2002 – Польща: Лодзь, Варшава, Кросно; Україна: Київ
- 2003 – Польща: Лодзь, Закопане, Ковари; Словаччина: Свидник
- 2004 – Словаччина: Свидник, Пряшів; Угорщина: Залаегерсег; Україна: Львів
- 2005 – Японія: Токіо; Словаччина: Свидник, Пряшів; Україна: Херсон
- 2011 – Словаччина: Пряшів; Росія: Москва
- 2012 – Угорщина: Залаегерсег; Польща: Люблін, Коросно Україна: Львів
- 2013 – Словаччина: Свидник, Пряшів; Угорщина: Залаегерсег
- 2015 – Словаччина: Пряшів, Свидник
- 2016 – Угорщина: Залаегерсег
- 2018 – Україна: Глиняни

### Персональні виставки
- м. Рівне – 1996, 2003, 2006, 2011, 2012, 2016
- м. Збараж – 2001
- м. Луцьк – 2003
- м. Білосток (Польща) – 2007
- м. Люблін (Польща) – 2012
- м. Дубно – 2016 [8]

## Нагороди
- Дипломантка Першої всесоюзної виставки-конкурсу художників-модельєрів (Таллінн, 1987)[7].
- Дипломантка І Всеукраїнської триєнале художнього текстилю (Київ, 2004)[8].
- Дипломантка VI та ХІ міжнародної бієнале художнього текстилю з льону в Польщі (Кросно, 2010[8] та 2016[6]).
- Лауреатка Міської мистецької премії імені Георгія Косміаді (Рівне, 2020)[10].

### Альбоми Т.Лукашевич
1. Тетяна Лукашевич. Гобелен. Батик / упоряд. О. Харват ; вступ. ст. А. Ніколаєвої. – Рівне : У Харватері істин, 2016. – 84 с.
2. Лукашевич Т. Текстиль. Батик. Гобелен / Т. Лукашевич. – Рівне, 2012. – 26 с.

### Публікації про Т.Лукашевич
1. Тетяна Лукашевич // Художники Рівненщини : альманах Рівненської обласної організації Національної спілки художників України / авт. тексту, ред. і упоряд. Б. Столярчук. – Рівне : Вид. О. Зень ; Рівнен. друк., 2008. – С. 42-43.
2. Лукашевич Тетяна Сергіївна // Столярчук Б. Митці Рівненщини : енциклопед. довід. / Б. Столярчук. – Вид. 2-ге, допов. й перероб. – Рівне : Вид. О. Зень, 2011. – С.192–193.
3. Назвали кращі книги Рівненщини [в т. ч. альбом «Тетяна Лукашевич. Гобелен. Батик»] // Рівне вечірнє. – 2017. – 27 квіт. – С. 15.
4. Непомняща А. Тетяна Лукашевич та її мистецький мікрокосмос / А. Непомняща // Льонокомбінат. – 2016. – 26 серп. – С. 14.
5. Снісаренко С. Рівненських художників очолила жінка [Т. Лукашевич] / С. Снісаренко // Сім днів. – 2013. – №5. – С. 3.